# José Koebrugge
José Koebrugge (Ambt Delden, 18 september 1955) is een Nederlands kunstschilder en kunstenares.

## Loopbaan
Koebrugge werkt voornamelijk met acrylverf. Haar vaste thema is het maken schilderijen van fietsen waarbij ze druktechnieken gebruikt. Vanaf 2010 is ze ook gaan laseren in hout. Ook geeft ze tekenlessen en workshops in diverse buurthuizen in haar woonplaats Zoetermeer. Ze heeft daar ook een atelier bij ateliercomplex BaZtille. In 2017 was ze een van de vijf genomineerde van de Publieksprijs Kunst en Cultuur.

## Werken
- Poezië
- Fietsfant
- Muzikale fietsen
- Lekker achterop
- Ik blijf niet Seraphine
- Groene fietsers
- Fietsend langs de bomenrij van Mankes
- Spring maar achterop
- Ik blijf niet Seraphine
- Tandem
- Fietsjes met parasol
- Serie gelaserde fietsen
- Tandem gelaserd
- Racefiets
- Krulfiets
- 8 schilderijen en printjes op canvas
- Peruaanse witte fiets
- Fietstassenpubliek
- 42 fietsen
- 20 blije fietsers
- Kunst-in-’t-park
- Fietshanger
- Fietsobject op sokkel
- Laserdag Utrecht
- Metalen fiets